# اولکساندر آبرامنکو
اولکساندر آبرامنکو (اوکراینی: Олександр Володимирович Абраменко؛ زادهٔ ۴ مهٔ ۱۹۸۸) اهل اوکراین است.